# Droga R9 (Belgia)
Droga R9, nazywana także wewnętrzną obwodnica Charleroi lub małą obwodnica Charleroi (fr. Petit ring de Charleroi, Petit Ceinture de Charleroi) – jednokierunkowa obwodnica belgijskiego miasta Charleroi o parametrach autostrady.
Na obwodnicy obowiązuje kierunek jazdy przeciwny do ruchu wskazówek zegara. Z trasy korzysta głównie ruch lokalny – tranzyt wykorzystuje drogę R3 oraz fragment autostrady A15 (E42). Autostrady A54 i A503 umożliwiają połączenie z zewnętrzną obwodnicą miasta – R3.

## Historia
Trasę oddawano do użytku etapami, w latach 1974–1975.
W latach 2014–2020 dokonano odnowienia estakad znajdujących się w południowej części centrum Charleroi oraz niektóre z wiaduktów łącznic. Prace wykonano w trzech fazach, a łączny koszt remontu 15 obiektów inżynieryjnych i 9 węzłów wyniósł 26 milionów euro.

## Trasy europejskie
Arteria jest częścią trasy europejskiej E420, łączącej Nivelles z Reims.

## Natężenie ruchu
W 2017 roku natężenie ruchu na drodze kształtowało się na poziomie od 30 do 40 tysięcy pojazdów.
| Miejsce pomiaru        | Natężenie |
| ---------------------- | --------- |
| A54                    | 34 400    |
| Porte de l'Europe      | 36 800    |
| Chaussée de Bruxelles  | 34 100    |
| Porte de la Vilette    | 30 600    |
| Porte de France (A503) | 34 200    |
| Porte de Philippeville | 30 400    |
| Porte de la Neuville   | 34 600    |
| La Paix                | 40 300    |
| Ville 2                | 37 600    |